# Vratislav (jméno)
Vratislav je mužské křestní jméno slovanského původu. Jeho význam je obvykle vykládán jako „navratitel slávy“. Dřívější variantou byl také Ratislav či Radislav, zaměňovaný i za Ladislav (srov. s Radoslav či s Rastislav).
Podle českého kalendáře má svátek 9. prosince.

## Statistické údaje
Následující tabulka uvádí četnost jména v ČR a pořadí mezi mužskými jmény ve srovnání dvou roků, pro které jsou dostupné údaje MV ČR – lze z ní tedy vysledovat trend v užívání tohoto jména:
| Rok       | Četnost    | Pořadí      |
| 1999      | 6996       | 78.         |
| 2002      | 6854       | 78.         |
| Porovnání | o 142 méně | žádná změna |
| 2006      | 6486       | 80.         |

Změna procentního zastoupení tohoto jména mezi žijícími muži v ČR (tj. procentní změna se započítáním celkového úbytku mužů v ČR za sledované tři roky 1999-2002) je -1,3%.

## Známí nositelé jména
- Vratislav (syn Přemysla Otakara I.)
- Vratislav I. – český kníže
- Vratislav II. – panovník českých zemí z rodu Přemyslovců
- Vratislav z Pernštejna
  - Vratislav I. z Pernštejna
  - Vratislav II. z Pernštejna
  - Vratislav Eusebius z Pernštejna
- Vratislav Bělík
- Vratislav Blažek – český dramatik a filmový scenárista.
- Vratislav Brabenec – český saxofonista, člen skupiny The Plastic People of the Universe
- Vratislav Brněnský
- Vratislav Čech
- Vratislav Černý
- Vratislav Dostál
- Vratislav Ducháček
- Vratislav Effenberger
- Vratislav Fikejz
- Vratislav Gajdoš
- Vratislav Grégr
- Vratislav Greško
- Vratislav Havlík
- Vratislav Hugo Brunner
- Vratislav Chaloupka
- Vratislav Janda
- Vratislav Kazimír Šembera
- Vratislav Krutina
- Vratislav Kulhánek
- Vratislav Lokvenc
- Vratislav Maňák
- Vratislav Mazák
- Vratislav Mynář – český politik a předseda Strany práv občanů - Zemanovci
- Vratislav Nechleba
- Vratislav Pavlík
- Vratislav Příhoda
- Vratislav Rychtera
- Vratislav Schreiber
- Vratislav Slezák
- Vratislav Svoboda
- Vratislav Šotola
- Vratislav Štůla (1921—1967) – český protinacistický odbojář, pozdější zástupce OSN pro průmyslový rozvoj
- Vratislav Štěpánek
- Vratislav Vajnar
- Vratislav Vaníček
- Vratislav Votava
- Vratislav Vycpálek
- Vratislav z Mitrovic

Prostřední jméno:
- Evžen Vratislav z Mitrovic
- Jan Adam Vratislav z Mitrovic
- Jan Václav Vratislav z Mitrovic
- Jiljí Vratislav Jahn
- Josef Vratislav Monse
- Václav Vratislav z Mitrovic